# Eerste klasse 1990-91 (voetbal België)
Het seizoen 1990/91 van de Belgische Eerste Klasse ging van start in de zomer van 1990 en eindigde in de lente van 1991. RSC Anderlecht werd landskampioen.

## Gepromoveerde teams
Deze teams waren gepromoveerd uit de Tweede Klasse voor de start van het seizoen:
- RWD Molenbeek (kampioen in Tweede)
- KRC Genk (eindrondewinnaar)

## Degraderende teams
Deze teams degradeerden op het eind van het seizoen:
- K. Sint-Truidense VV
- K. Beerschot VAV

Sint-Truiden degradeerde naar Tweede Klasse, Beerschot omwille van financiële problemen naar Derde.

## Titelstrijd
RSC Anderlecht werd landskampioen met een voorsprong van drie punten op de tweede, KV Mechelen.

## Europese strijd
Anderlecht was als landskampioen geplaatst voor de Europacup I van het volgend seizoen. De tweede en derde, respectievelijk KV Mechelen en KAA Gent, plaatsten zich voor UEFA Cup. Club Brugge werd vierde maar verdiende als Belgische bekerwinnaar een plaats in de Europese Beker voor Bekerwinnaars. KFC Germinal Ekeren haalde zo als vijfde nog een laatste UEFA Cup-ticket.

## Degradatiestrijd
Beerschot eindigde op ruime achterstand laatste. De club kende ook financiële problemen en zou volgende seizoen in Derde Klasse moeten van start gaan. Sint-Truiden eindigde voorlaatste en degradeerde naar Tweede Klasse.

## Eindstand
|         |    |                   | P  | W  | G  | V  | +  | -  | DS  | Ptn |
| ------- | -- | ----------------- | -- | -- | -- | -- | -- | -- | --- | --- |
| K       | 1  | RSC Anderlecht    | 34 | 23 | 7  | 4  | 74 | 22 | 52  | 53  |
| (UEFA)  | 2  | KV Mechelen       | 34 | 20 | 10 | 4  | 59 | 24 | 35  | 50  |
| (UEFA)  | 3  | KAA Gent          | 34 | 20 | 7  | 7  | 67 | 37 | 30  | 47  |
| (beker) | 4  | Club Brugge       | 34 | 18 | 11 | 5  | 61 | 27 | 34  | 47  |
| (UEFA)  | 5  | Germinal Ekeren   | 34 | 17 | 8  | 9  | 55 | 41 | 14  | 42  |
|         | 6  | Standard de Liège | 34 | 16 | 10 | 8  | 51 | 42 | 9   | 42  |
|         | 7  | Antwerp FC        | 34 | 11 | 14 | 9  | 54 | 45 | 9   | 36  |
|         | 8  | Charleroi SC      | 34 | 9  | 15 | 10 | 36 | 36 | 0   | 33  |
|         | 9  | KSC Lokeren       | 34 | 12 | 8  | 14 | 41 | 45 | −4  | 32  |
|         | 10 | RFC de Liège      | 34 | 11 | 10 | 13 | 42 | 45 | −3  | 32  |
|         | 11 | Lierse SK         | 34 | 9  | 11 | 14 | 26 | 41 | −15 | 29  |
|         | 12 | RWD Molenbeek     | 34 | 10 | 8  | 16 | 40 | 45 | −5  | 28  |
|         | 13 | KSV Waregem       | 34 | 8  | 12 | 14 | 33 | 45 | −12 | 28  |
|         | 14 | KRC Genk          | 34 | 9  | 8  | 17 | 31 | 66 | −35 | 26  |
|         | 15 | KV Kortrijk       | 34 | 10 | 5  | 19 | 41 | 57 | −16 | 25  |
|         | 16 | Cercle Brugge     | 34 | 9  | 7  | 18 | 40 | 73 | −33 | 25  |
| D       | 17 | Sint-Truidense VV | 34 | 6  | 10 | 18 | 30 | 51 | −21 | 22  |
| D       | 18 | Beerschot VAV     | 34 | 5  | 5  | 24 | 33 | 72 | −39 | 15  |

P: wedstrijden gespeeld, W: wedstrijden gewonnen, G: gelijke spelen, V: wedstrijden verloren, +: gescoorde doelpunten, -: doelpunten tegen, DS: doelsaldo, Ptn: totaal punten
K: kampioen, D: degradeert, (beker): bekerwinnaar, (CL): geplaatst voor Champions League, (UEFA): geplaatst voor UEFA-beker

## Personen en sponsors
| #  | Club               | Plaats              | Stadion                      | Capac. | Trainer           | Vorige trainers seizoen 1990/91 |
| -- | ------------------ | ------------------- | ---------------------------- | ------ | ----------------- | ------------------------------- |
| 1  | KAA Gent           | Gent                | Jules Ottenstadion           | 25.000 | René Vandereycken |                                 |
| 2  | RSC Anderlecht     | Anderlecht          | Constant Vanden Stockstadion | 40.000 | Aad de Mos        |                                 |
| 3  | Antwerp FC         | Antwerpen           | Bosuilstadion                | 35.000 | Jacques de Wit    | Dimitri Davidović               |
| 4  | Beerschot VAV      | Antwerpen           | Olympisch Stadion            | 20.000 | Martti Kuusela    | Aad Koudijzer                   |
| 5  | Cercle Brugge      | Brugge              | Olympiastadion               | 32.000 | Eric Lagrou       | Han Grijzenhout                 |
| 6  | Club Brugge KV     | Brugge              | Olympiastadion               | 32.000 | Georges Leekens   |                                 |
| 7  | Germinal Ekeren    | Ekeren              | Veltwijckpark                | 10.000 | Urbain Haesaert   |                                 |
| 8  | KV Kortrijk        | Kortrijk            | Guldensporenstadion          | 18.000 | René Desaeyere    |                                 |
| 9  | KV Mechelen        | Mechelen            | Achter de Kazerne            | 20.000 | Fi Van Hoof       |                                 |
| 10 | RFC de Liège       | Luik                | Stade Vélodrome de Rocourt   | 38.000 | Robert Waseige    |                                 |
| 11 | Lierse SK          | Lier                | Herman Vanderpoortenstadion  | 20.000 | Herman Helleputte | Barry Hulshoff                  |
| 12 | KSC Lokeren        | Lokeren             | Daknamstadion                | 18.000 | Aimé Antheunis    |                                 |
| 13 | Racing Genk        | Genk                | André Dumontstadion          | 16.000 | Paul Theunis      |                                 |
| 14 | Sporting Charleroi | Charleroi           | Mambour                      | 25.000 | Georges Heylens   |                                 |
| 15 | Standard de Liège  | Luik                | Stade Maurice Dufrasne       | 35.000 | Georg Keßler      |                                 |
| 16 | RWDM               | Sint-Jans-Molenbeek | Edmond Machtensstadion       | 32.000 | Hugo Broos        |                                 |
| 17 | Sint-Truidense VV  | Sint-Truiden        | Stayen                       | 18.500 | Odilon Polleunis  | Walter Meeuws                   |
| 18 | KSV Waregem        | Waregem             | Regenboogstadion             | 18.000 | René Verheyen     |                                 |

## Topscorers
| Nr. | Speler            | Club            | Goals |
| --- | ----------------- | --------------- | ----- |
| 1.  | Erwin Vandenbergh | KAA Gent        | 23    |
| 2.  | Josip Weber       | Cercle Brugge   | 20    |
| 3.  | Luc Nilis         | RSC Anderlecht  | 19    |
| 4.  | Gunther Hofmans   | Germinal Ekeren | 18    |
| 5.  | Patrick Goots     | KV Kortrijk     | 15    |
|     | Nebojša Malbaša   | Club Luik       | 15    |

## Individuele prijzen
| Prijs                             | Winnaar               | Club            |
| --------------------------------- | --------------------- | --------------- |
| Gouden Schoen                     | Franky Van der Elst   | Club Brugge     |
| Keeper van het Jaar               | Michel Preud'homme    | KV Mechelen     |
| Jonge Profvoetballer van het Jaar | Bertrand Crasson      | RSC Anderlecht  |
| Trainer van het Jaar              | René Vandereycken     | KAA Gent        |
| Man van het Seizoen               | Luis Oliveira         | RSC Anderlecht  |
| Man van het Seizoen               | Simon Tahamata        | Germinal Ekeren |
| Scheidsrechter van het Jaar       | Marcel Van Langenhove |                 |

De prijs voor Profvoetballer van het Jaar ging niet naar een speler uit de Eerste Klasse, maar naar de Belgische international Enzo Scifo, die in het seizoen 1990/91 actief was bij het Franse Auxerre.
1895/96 · 1896/97 · 1897/98 · 1898/99 · 1899/00 · 1900/01 · 1901/02 · 1902/03 · 1903/04 · 1904/05 · 1905/06 · 1906/07 · 1907/08 · 1908/09 · 1909/10 · 1910/11 · 1911/12 · 1912/13 · 1913/14 · 1914/15 · 1915/16 · 1916/17 · 1917/18 · 1918/19 · 
1919/20 · 1920/21 · 1921/22 · 1922/23 · 1923/24 · 1924/25 · 1925/26 · 1926/27 · 1927/28 · 1928/29 · 1929/30 · 1930/31 · 1931/32 · 1932/33 · 1933/34 · 1934/35 · 1935/36 · 1936/37 · 1937/38 · 1938/39 · 1939/40 · 1940/41 · 1941/42 · 1942/43 · 1943/44 · 1944/45 · 1945/46 · 1946/47 · 1947/48 · 1948/49 · 1949/50 · 1950/51 · 1951/52 · 1952/53 · 1953/54 · 1954/55 · 1955/56 · 1956/57 · 1957/58 · 1958/59 · 1959/60 · 1960/61 · 1961/62 · 1962/63 · 1963/64 · 1964/65 · 1965/66 · 1966/67 · 1967/68 · 1968/69 · 1969/70 · 1970/71 · 1971/72 · 1972/73 · 1973/74 · 1974/75 · 1975/76 · 1976/77 · 1977/78 · 1978/79 · 1979/80 · 1980/81 · 1981/82 · 1982/83 · 1983/84 · 1984/85 · 1985/86 · 1986/87 · 1987/88 · 1988/89 · 1989/90 · 1990/91 · 1991/92 · 1992/93 · 1993/94 · 1994/95 · 1995/96 · 1996/97 · 1997/98 · 1998/99 · 1999/00 · 2000/01 · 2001/02 · 2002/03 · 2003/04 · 2004/05 · 2005/06 · 2006/07 · 2007/08 · 2008/09 · 2009/10 · 2010/11 · 2011/12 · 2012/13 · 2013/14 · 2014/15 · 2015/16 · 2016/17 · 2017/18 · 2018/19 · 2019/20 · 2020/21· 2021/22 · 2022/23 · 2023/24 · 2024/25